# Ruggero Ubertalli
Ruggero Ubertalli (ur. 15 marca 1877 w Mosso Santa Maria, zm. 7 września 1973 w Turynie) – włoski jeździec sportowy, olimpijczyk.
Brał udział w skokach indywidualnych na Letnich Igrzyskach Olimpijskich 1920, które odbyły się w Antwerpii, zajmując 17. miejsce.